# Hurentanz

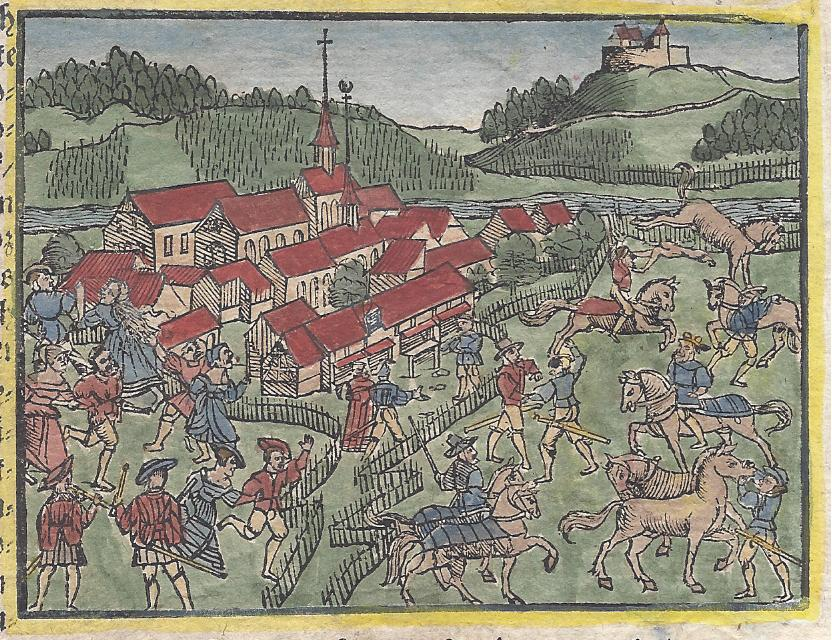
Hurentanz und Rossmarkt am Hauptmarkttag der Zurzacher Messe 1549

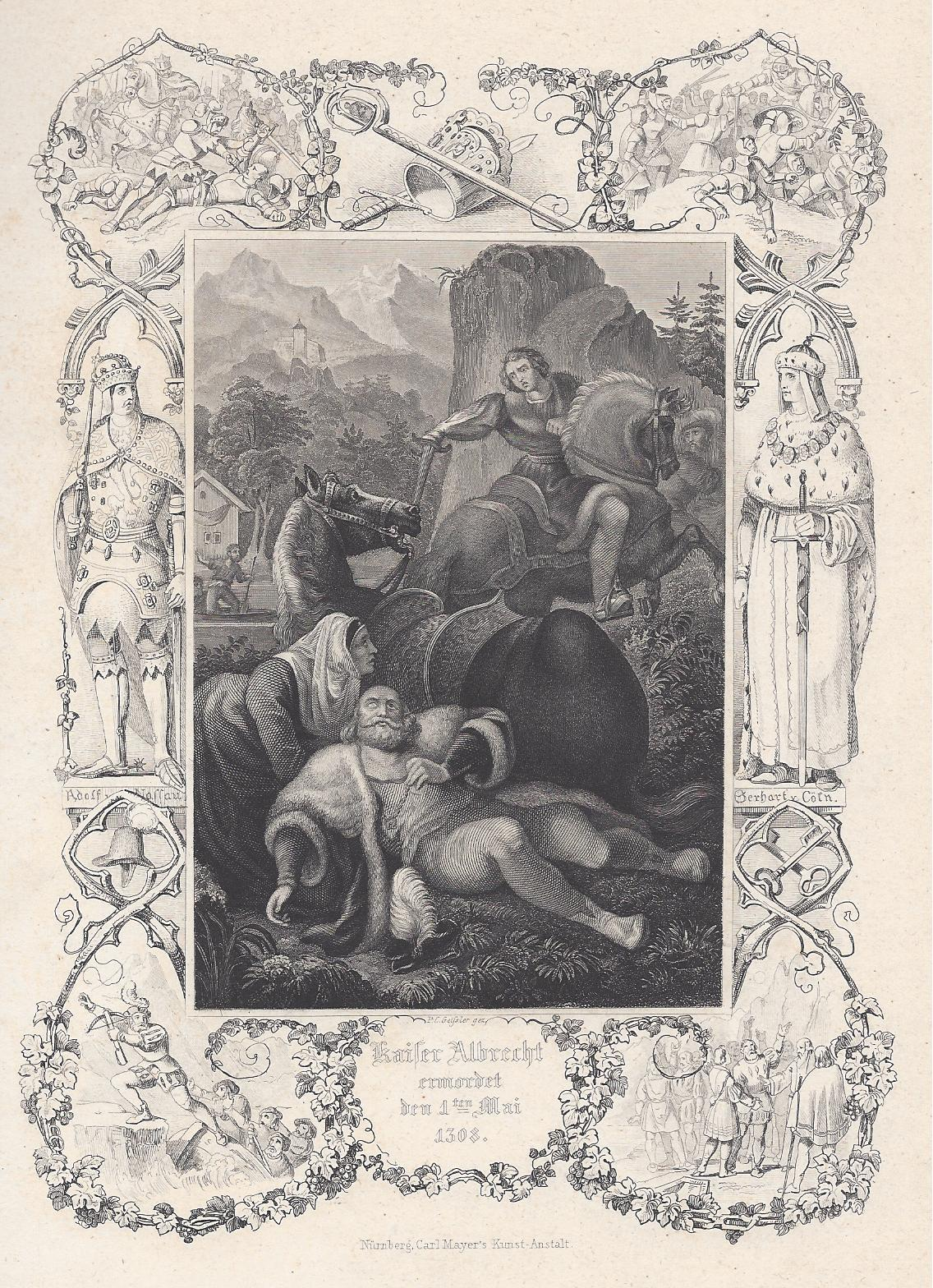
Der sterbende König Albrecht wird von einer wandernden Hure aufgehoben, nach einer Zeichnung von Carl Peter Geissler (ca. 1845)

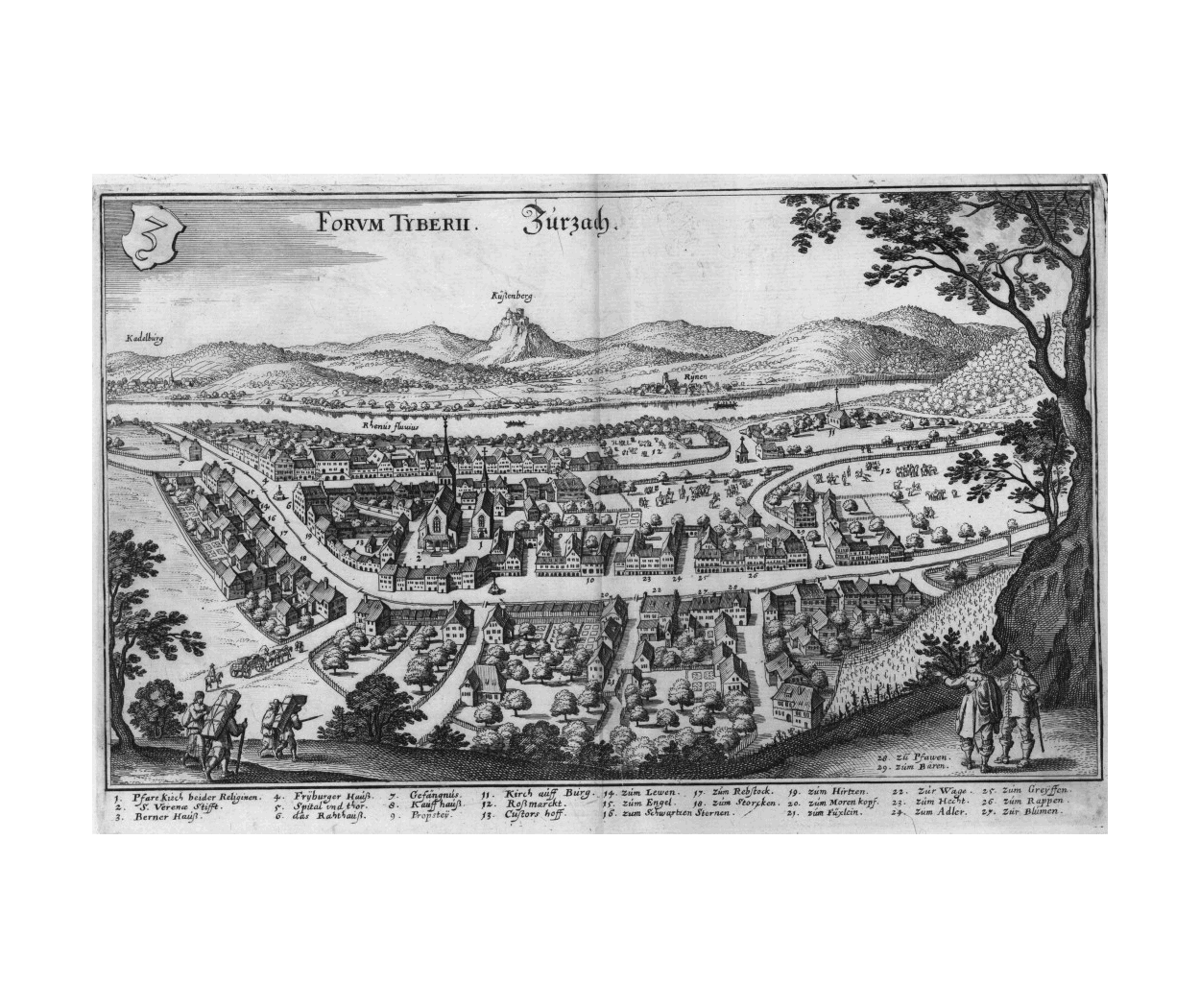
Zurzach, Kupferstich bei Merian, die Wiesmatt fand sich am Rhein, flussabwärts, links vom Rossmarkt (12)

Der Hurentanz, oder auch der Dirnentanz beziehungsweise Metzentanz, war ein vom 14. Jahrhundert bis in das zweite Drittel des 17. Jahrhunderts zweimal jährlich stattfindendes Tanzspektakel am Rande der Messe in Zurzach am Hochrhein.

## Beschreibung
Im Rahmen der überregional besuchten, in der Regel einwöchigen Zurzacher Messe, fand ab dem 14. Jahrhundert auf der dem Ort benachbarten Wiesmatt an Pfingsten und im September der Hurentanz statt. Zu diesem Ereignis reisten bis zu 200 Prostituierte aus der Region an. Die von ihnen gewählte „Hurenkönigin“ wurde mit einem Kranz gekrönt. Die Hurenkönigin eröffnete mit ihrem Vortanz den folgenden Huorendanz. Aus der Hand des Landvogtes von Baden erhielt sie einen vom Kloster Königsfelden ausgesetzten Goldgulden sowie Speis und Trank.
Ähnliche Veranstaltungen für Prostituierte sind aus der Zeit des Spätmittelalters auch für andere Orte belegt. Das Zurzacher Ereignis ist wegen seiner Entstehungslegende und seiner über 400-jährigen Belegbarkeit von besonderer regionalhistorischer Bedeutung.

## Geschichte

### Entstehung
Aegidius Tschudi, der als Landvogt der Grafschaft Baden selbst zwischen 1533 und 1535 sowie von 1549 bis 1551 den Goldgulden überreicht hatte, berichtete 1570 als erster die zugrunde liegende Legende. König Albrecht I. wurde 1308 nach dem Übergang über die Reuss bei Königsfelden von seinem Neffen Johann von Schwaben und dessen Helfer erschlagen. Die Mörder sollen unmittelbar nach dem Anschlag geflohen sein. Eine des Weges kommende Prostituierte hätte den vom Pferd stürzenden König aufgefangen und ihn in den Schatten eines nahegelegenen Wäldchens gebracht. Mit dem Haupt im Schoß der Dirne soll der König verschieden sein. Zur Erinnerung an den König und die ruchlose Tat wurde von den Habsburgern das Kloster Königsfelden gestiftet. Albrechts Tochter Agnes von Ungarn, die die Gründungsphase des Klosters leitete, soll den Zurzacher Preis zum Gedenken an die Hilfe gestiftet haben. Fahrende Huren sollen überdies an der Klosterpforte eine Mahlzeit und einen Zehrpfennig erhalten haben. Alle späteren Erwähnungen der Legende bei Johannes Haller, Michael Stettler, Johann Heinrich Rahn oder in Basler Chroniken gehen auf die Angaben von Tschudi zurück:

«…und was zu gegen on gevär als die Tat geschach ein arme gemeine Dirn, die empfieng den Künig in Ire Armen, als Er vom Roß fiel, und verschied in Irem Schoß: dannenhar das Closter, so dahin  gebuwen und Künigsfelden genampt wird, gewidmet ist, daß man allen thorrechten Frowen alda Almusen mitzeteilen schuldig ist, und an den Täntzen, so man järlich an beiden Jarmärckten  alda tut, ward ouch einer Dirnen so den ersten Vortanz hat, jedes Marckts ein Gulden gestift, wie das noch gebrucht wird.»

### Überlieferung
Der Hurentanz wird zuerst in einem Fastnachtsspiel von Niklaus Manuel Anfang des 16. Jahrhunderts erwähnt: «Zü Zurzach uf dem hurentanz, Darumb so tregstu wol ein kranz». Der Gesandte Sigismund von Herberstein berichtet über ein Gastmahl mit den Huren anlässlich einer Reise nach Zürich im Jahr 1516. Die eidgenössische Tagsatzung beschäftigte sich erstmals 1535 mit dem Hurentanz und versuchte ihn zu unterbinden. Das Verbot war nicht von Dauer, da das Ereignis bis Anfang des 17. Jahrhunderts in Schweizer Quellen diskutiert wird. In der 1549 bei Froschauer erschienenen Chronik des Johannes Stumpf wird der Hurentanz als Bubentanz auf einem Holzschnitt zeitgleich mit dem am Hauptmarkttag stattfindenden Rossmarkt vor der Kulisse Zurzachs dargestellt.
1646 berichtete der durchreisende Florentiner Geograf Giovanni Battista Nicolosi erneut über den Hurentanz und seine Entstehungsgeschichte. Nicolosi belobigt den Statthalter von Klingnau Straubhaar und dessen Familie, der Unsitte entgegengetreten zu sein. Der Brauch des Hurentanzes scheint aber erst am Übergang zum letzten Drittel des 17. Jahrhunderts vorübergehend eingestellt worden zu sein. 1673 forderte die Tagsatzung erneut Prostituierten den Zugang nach Zurzach zu untersagen. 1695 wurde den Landvögten von Baden vorgeworfen, einerseits mit der Veranstaltung die Prostitution zu fördern, andererseits auch gleich ertappte Freier abzukassieren. In den eidgenössischen Rechnungen ist das Preisgeld in der Höhe von 2 Pfund 10 Schilling bis 1798 belegt. Die Zurzacher Messe selbst hatte bis 1856 Bestand. In Zurzach erinnert heute noch die Schluttengasse an das historische Ereignis.